# 蔣馨
蔣馨（1873年—1933年），出身自福建省泉州府惠安縣崇武鎮峰前村後井刊，又名「仁馨」或人馨，而因為他有駝背，又被人稱作「蔣龜馨」，是惠安的著名石匠。於1927年時來臺，最後定居在彰化縣鹿港鎮上。他和其族人在臺灣留下了不少作品，其中最完美的是鹿港天后宮的石雕，亦被認為是臺灣最精美的石雕作品。

## 生平
蔣馨出生於清同治十二年（1873年），曾在崇武鎮上開過金店、打製銀器，之後在廈門沙坡頭開有一間「泉興石廠」，在民國十五年（1926年）時曾負責提供南京中山陵石碑的石材。之後他帶領子女來臺主持彰化南瑤宮的石雕工程，在那之後又參與了臺灣數間大廟與大墓的興建。他最後在彰化鹿港定居，於昭和八年（1933年）去世。
其子蔣文青、蔣文坤、蔣文盆、蔣文華，招贅女婿張金山以及其他蔣氏族人等均為民初石雕好手，他們與蔣馨在臺灣的臺南大天后宮（前殿石垛）、西螺媽祖廟、鹿港天后宮、彰化南瑤宮與辜顯榮墓、陳中和墓等地留下了不少傑作。蔣馨去世後傳承給張金山開設「張金記石店」，他與蔣馨之女所生之子亦繼承家業，徒孫是張清玉。然而在第三代張清碧（次子）於1976年去世後張金記石店結束了營業。

## 作品特色

### 墓園
蔣氏家族所建設的墓園，例如陳中和墓、辜顯榮墓園，大量使用青斗石與泉州石，並以二十四孝、四聘、福祿壽等做為青斗石刻的題材，佈置在墓手石堵上。至於泉州石則為墓碑的材料，旁邊飾以以博古花卉為題的青斗石雕，上面則有龍、鳳或者是雙龍護塔的雕刻。此外在墓碑的兩旁還會有鰲魚造型排水口，亦為其特色之一。